# Mãe Ilza
Ilza Rodrigues Pereira dos Santos, conhecida como Mãe Ilza, Mãe Ilza Mukalê ou Mameto Mukalê, (Ilhéus, 13 de março de 1934) é a mameto-de-inquice do terreiro de candomblé Matamba Tombeci Neto, localizado na cidade de Ilhéus, no estado brasileiro da Bahia.

## Biografia
Ilza Rodrigues Pereira dos Santos nasceu no dia 13 de março do ano de 1934, na cidade de Ilhéus, no estado brasileiro da Bahia. Filha de Izabel Rodrigues Pereira, conhecida como Dona Roxa e Valentin Afonso Pereira. Neta de Tiodolina Felix Rodrigues, conhecida como Mãe Tidú.
Suas raízes vem de Maria Jenoveva do Bonfim, conhecida como Maria Neném, que foi mãe-de-santo de Marcelina Plácida, conhecida como Mãe Maçu, que foi mãe-de-santo de Izabel Rodrigues Pereira, conhecida como Mãe Roxa, sua mãe biológica.
Mãe Ilza teve sua iniciação no candomblé de nação Angola, por Mãe Maçu. Entrou na camarinha com doze anos de idade, no dia 27 de junho de 1946 e saiu no dia 6 de outubro de 1946. Seu dijina é Mukalê e seu orixá é Euá Matamba. Depois das obrigações de um ano, três, cinco e sete anos, Dona Roxa, sacerdotisa do Terreiro Matamba Tombeci Neto, escolheu Ilza para ser a mãe-pequena, que ficou com a função de tomar conta da comida de santo e da camarinha.
Dona Roxa veio a falecer em 1973 e como seu desejo, Mãe Ilza passa a ser a nova sacerdotisa do terreiro, se tornando a quarta geração da família Rodrigues na liderança do terreiro.
Mãe Ilza foi casada com José Miguel dos Santos por vinte e três anos e teve quatorze filhos, sendo dez homens e quatro mulheres. Possui trinta e quatro netos e vinte e seis bisnetos. O marido não aceitou a função de Mãe Ilza como sacerdotisa e se separou, deixando Ilza cuidando dos quatorze filhos sozinha.

## Obras e projetos sociais

### Bloco Afro Dilazenze
Mãe Ilza é fundadora do Bloco Afro Dilazenze, que foi criado em 1986, com o objetivo de preservar a dança e toques da nação Angola. O bloco está ligado ao terreiro de candomblé, com alguns de seus membros sendo parte do Terreiro Matamba Tombeci Neto. O nome Dilazenze foi dado em homenagem a Hipólito Reis, conhecido como Dilazenze Malungo. Hipolito foi uma figura importante para a família de Mãe Ilza.

### Projeto Batukerê
Fundadora do projeto social Batukerê, criado no ano de 2000, que trabalha com crianças e adolescentes da região, oferecendo atividades como oficina de dança, percussão, capoeira, artes plásticas e outras atividades.

### Gongombira de Cultura e Cidadania
Mãe Ilza promove palestras no projeto "Encontros da Oralidade com Mãe Ilza Mukalê", da Ong Gongombira de Cultura e Cidadania.

### Troféu Mãe Ilza Mukalê
Premiação dada anualmente à mulheres que desempenham papéis importantes na área da cultura do estado da Bahia. O evento foi criado em 2014, a princípio para celebrar o aniversário de Mãe Ilza e atualmente para promover atividades culturais e artísticos no interior da Bahia.

## Prêmios e honrarias

### Comenda da Ordem das Entidades Afro-Brasileiras (OEAB)
Recebe a comenda no ano de 2014, por seus méritos religiosos, cívicos e políticos, e também, por seus oitenta anos de luta e resistência.

### Comenda São Jorge dos Ilhéus
No ano de 2015, Mãe Ilza recebeu a mais alta honraria da cidade de Ilhéus, por sua contribuição ao desenvolvimento da cidade de Ilhéus e dos ilheenses.

### Doutora Honoris Causa
Mãe Ilza ganhou o título de Doutora Honoris Causa, da Universidade Estadual de Santa Cruz (UESC), no dia 28 de novembro de 2016, em reconhecimento a importância dos trabalhos sociais de promover a cultura. Estavam presentes na cerimonia o prefeito de Ilhéus, Jabes Ribeiro, o vice-reitor Evandro Freire, membros do Conselho Universitário (Consu), professores, estudantes e representantes de terreiros e de grupos afro culturais.

### Troféu Zeferina
Mãe Ilza recebeu o troféu Zeferina, do Centro de Estudos dos Povos Afro-Índio-Americanos (CEPAIA) da Universidade do Estado da Bahia (UNEB), no ano de 2017.